# Hippeastrum fragrantissimum
Hippeastrum fragrantissimum är en amaryllisväxtart som först beskrevs av Martín Cárdenas Hermosa, och fick sitt nu gällande namn av Alan W. Meerow. Hippeastrum fragrantissimum ingår i släktet amaryllisar, och familjen amaryllisväxter.
Artens utbredningsområde är Bolivia. Inga underarter finns listade i Catalogue of Life.